# Alcis divisa
Alcis divisa là một loài bướm đêm trong họ Geometridae.